# Хаддад, Вадей
Вадей Хаддад также Вади Хаддад (араб. وديع حداد‎, англ. Wadie Haddad, 1927, Цфат, Палестина — 28 марта 1978, Берлин, ГДР) — один из наиболее леворадикальных деятелей палестинского национально-освободительного движения, один из основателей Народного фронта освобождения Палестины (НФОП). 
В 1948 году, в ходе арабо-израильской войны, православная арабская семья Хаддадов бежала из Цфата в Ливан. Вадей получил медицинское образование в Американском университете Бейрута. С 1956 года сотрудничал с UNRWA в Аммане, но из-за связей с палестинскими националистическими организациями был арестован иорданской полицией. В 1961 году бежал в Сирию.
Организатор ряда террористических атак в Израиле и за его пределами:
- 1968 — захват самолёта компании Эль-Аль на маршруте Рим—Тель-Авив (Рейс 426); самолёт был угнан в Алжир и 22 израильских гражданина удерживались там в течение 40 дней
- 1970 — захват четырёх самолётов компаний TWA, Swissair, Пан Ам и БОАК; два первых самолёта были угнаны в Иорданию, что послужило одним из поводов для репрессивных мер руководства Иордании против палестинских националистических организаций, известных как Чёрный сентябрь
- 1972 — теракт в международном аэропорту Лод:[4] три члена Красной армии Японии, обученных в тренировочных лагерях в Ливане и действовавших от имени НФОП, прибыли на рейсе из Парижа и расстреляли пассажиров в аэропорту; 26 человек, в том числе паломники-христиане,[5] погибли, около 80 получили ранения
- 1976 — захват самолёта компании Air France на маршруте Тель-Авив—Париж; самолёт с 260 пассажирами и членами экипажа был посажен в Ливии, а оттуда перегнан в столицу Уганды Кампалу. Там заложники удерживались несколько дней, пока не были освобождены израильским спецназом в ходе операции «Шаровая молния»

Хаддад с 1968 года поддерживал деловые связи с КГБ, который поставлял для НФОП оружие, боеприпасы и пр.
Вадей Хаддад умер в 1978 году в ГДР, предположительно от лейкемии; по некоторым данным, его отравили сотрудники Моссада, использовавшие для этого отравленные шоколадные конфеты.